# Philip Ifil
Pour les articles homonymes, voir Ifill.
Philip Nathan Ifil, né le 18 novembre 1986 à Willesden (Angleterre), est un footballeur anglais, qui évolue au poste de défenseur.

## Carrière
- 2004-jan. 2008 :  Tottenham Hotspur, 5 matchs - 0 but
  - 2005-nov. 2005 :  Millwall (prêt), 14 matchs - 0 but
  - jan. 2006-2006 :  Millwall (prêt), 3 matchs - 0 but
  - 2007-déc. 2007 :  Southampton (prêt), 12 matchs - 0 but
- jan. 2008-2010 :  Colchester United, 60 matchs - 2 buts
- 2010-2011 :  Dagenham & Redbridge, 14 matchs - 0 but
- 2011-2012 :  Kettering Town, 24 matchs - 0 but

Plus souvent chez la réserve, il représente son pays dans les équipes de jeunes jusqu'en 2005.